# Être une femme
Singles de Michel Sardou
La Génération Loving You
(1980) Les Lacs du Connemara
(1981)
Pistes de Les Lacs du Connemara
Musica Je viens du sud
Être une femme est une chanson de Michel Sardou sortie le 18 juin 1981.
Le texte est coécrit par Michel Sardou et Pierre Delanoë, la musique est coécrite par Michel Sardou, Jacques Revaux et Pierre Billon. Initialement, la version studio sort en 45 tours mais on la retrouve également en live sur l'album Palais des congrès 81, avant d'être présente, dans sa version studio, sur l'album Les Lacs du Connemara. Une nouvelle version, réactualisée, sort en 2010.
La chanson s'est vendue à plus de 700 000 exemplaires.

## Thème de la chanson

### Chanson originale
En ce début de décennie, avec Être une femme, Michel Sardou évoque les femmes des années 1980. Le chanteur porte un regard sur l'évolution de la condition féminine. Il décrit les femmes dans une succession de postures de pouvoir, assimilé à des fonctions traditionnellement « masculines » (générale d'infanterie, d'aviation, PDG, présidente de la République, etc.). Le chanteur insiste aussi sur le fait qu'à ses yeux, les femmes n'en sont pas moins toujours porteuses de caractéristiques qu’il juge féminines, en particulier leur apparence et leur désirabilité sexuelle aux yeux des hommes : « Femme des années 80, mais femme jusqu'au bout des seins […] Qu'on a envie d'appeler Georges mais qu'on aime bien sans soutien-gorge… ».
Cette chanson qui fut un succès public comme d'autres, suscita quelques polémiques et controverses. La chanson est jugée sexiste par les mouvements féministes. Concernant ses chansons et les femmes, Michel Sardou précise que : « dans mes textes, je reconnais que j’ai tendu le bâton pour me faire battre », mais stipule que cette chanson émane simplement d'une « plaisanterie » au départ.
En 2017, Michel Sardou revient sur la signification et la réception de sa chanson : « Les féministes n'ont rien compris, elles n'ont rien dans la tête. J'ai été flagellé, crucifié, alors qu'il n'y avait rien d'antiféministe ! Et aujourd'hui elles font toutes ces métiers. ». Dans une autre interview, il dit « Encore aujourd'hui, je suis un dangereux machiste ! Dans Être une femme, tout ce que je disais, elles le font aujourd'hui. Pilote d'avion, chauffeur de bus… Elles font des métiers de mecs ! Est-ce dégradant ? Pourtant, de nombreuses associations féministes m'ont bastonné ».
Pour les journalistes Thomas Mahler et Florent Barraco, qui ont fait le classement de toutes les chansons de Michel Sardou, en 2018, la chanson est « Une formidable aventure [...] il y a des morceaux de bravoures : « Femme panthère sous sa pelisse/Et femme banquière planquée en Suisse. » Ou des vers très (trop ?) imagés : « Femme des années 80/Mais femme jusqu'au bout des seins. » [c'est une] chanson rythmée et divertissante [...] ».
En 2010, le chanteur donne une suite à la chanson, dressant un nouveau bilan sur ce qu'est, selon lui, être une femme en ces années 2010.

### La version revisitée:Être une femme 2010
Singles de Michel Sardou
Concorde
(2007) Et puis après
(2010)
Pistes de Être une Femme 2010
Et puis après Voler
En 2010, avec le titre Être une femme 2010, Sardou revisite la chanson et en fait le premier extrait de son album homonyme (conjointement avec Et puis après). Il ne reste du texte original que le premier couplet et le court refrain. Il tire un bilan de la parité entre les sexes, selon lui et il le chante : « Depuis les années 80 / Les femmes sont des hommes à temps plein / Fini les revendications / C'qu'elles ont voulu maint'nant elles l'ont ». Le chanteur se demande si finalement les femmes n'ont pas plus perdu que gagné : (« Elles rentrent épuisées tous les soirs […] Quant à l'amour elles n'y pensent plus / Juste un amant qu'elles n'revoient plus […] Ont-elles perdu c'qu'elles ont gagné ? »). Ce thème avait déjà été évoqué dans la chanson 40 ans, en 2004, sur l'album Hors format. La musique a, elle aussi, été remaniée, remixée par Anton Wick du label Wolf Project. Deux autres versions remixées (Elektra remix radio edit et Original club edit) ont été publiées sur l'édition limitée de l'album de novembre 2010.
Cette version aussi suscite plusieurs polémiques. Pour le Mouvement des jeunes socialistes, elle incarne « une vision inégalitaire et sexiste des femmes ». Pour les journalistes Thomas Mahler et Florent Barraco, il s'agit de la pire chanson de Michel Sardou : « Le remix de Laurent Wolf fait saigner les oreilles tandis que le texte réussit l'exploit d'allier les clichés des deux camps : féministes et machistes. Désespérément raté. ».

## Contenu des paroles

### Professions exercées (citées dans la chanson)
Michel Sardou dresse la liste des métiers exercés — ou supposés l'être — par la « femme des années 80 ».
- PDG ;
- Général d'infanterie ;
- Policière (« flic ») ;
- Pompier de service ;
- Cinéaste ;
- Écrivain ;
- Poète ;
- Mannequin ;
- Banquière ;
- Directrice de cabinet ;
- Chirurgienne esthétique ;
- Contremaîtresse à l'usine ;
- Employée dans un abattoir ;
- Prostituée ;
- Gardienne de la paix ;
- Chauffeuse d'autocar ;
- Agent secret ;
- Général d'aviation ;
- Pilote de long-courrier ;
- Présidente de la République ;
- Gardienne de prison ;
- Chanteuse d'orchestre ;
- Strip-teaseuse ;
- Forte des Halles
- Conductrice d'autobus ;
- Vendeuse aux puces ;
- Franc-maçonne.

### Femmes célèbres citées dans la chanson
- Colombine (et Arlequin)
- Messaline
- Sissi

### Ouvrage évoqué dans la chanson
Sardou évoque dès le premier vers le roman Voyage en Absurdie paru en 1946 : « Dans un voyage en Absurdie / Que je fais lorsque je m'ennuie [...] ».

## Versions live
Il existe également plusieurs versions enregistrées en public lors de concerts :

- Palais des congrès de Paris en 1981, 1983, 1985, 1987
- Palais omnisports de Paris-Bercy en 1993, 1998 et 2001
- Zénith de Paris en 2007 (extrait lors du sketch tour 2007)
- Zénith de Saint-Étienne en 2011 (version 2010)
- L'Olympia de Paris en 2013.
- La Dernière Danse en 2018.
- Je me souviens d'un adieu en 2023.

## Classements
| Classement (1981-82)                   | Meilleure place |
| -------------------------------------- | --------------- |
| France (SNEP)                          | 1               |
| Belgique (Flandre Ultratop 50 Singles) | 26              |
| Québec                                 | 26              |

| Classement (2010)                       | Meilleure place |
| --------------------------------------- | --------------- |
| France (SNEP)                           | 14              |
| Belgique (Wallonie Ultratop 50 Singles) | 7               |

## Reprises
La chanson a été reprise notamment par le groupe Shemale, en 2003, et par la saison 4 de Star Academy, en 2004.